# Френк Мак-Кейб (баскетболіст)
Френк Мак-Кейб (англ. Frank McCabe, 30 червня 1927 — 18 квітня 2021) — американський баскетболіст.
Олімпійський чемпіон 1952 року.